# Janneke Willemse
Janneke Willemse (Middenmeer, 20 maart 1975) is een Nederlandse televisiepresentatrice. In mei 2013 presenteerde ze WNL op Zondag. Hiermee volgde ze Eva Jinek op. 
Willemse werd opgeleid aan de School voor de Journalistiek in Utrecht van 1996 tot 1999. Van november 2007 tot april 2013 was Willemse hoofdredacteur van de Sanoma-websites belegger.nl en beursduivel.be. Van augustus 2010 tot november 2012 was Janneke Willemse radionieuwslezer bij Novum Nieuws.
Sinds november 2012 is Janneke Willemse presentatrice en talkshowhost van internet-station 7 Ditches. 
In 2004 en 2005 werd Willemse door beleggerssite IEX.nl verkozen tot beursbabe van het jaar. 
In augustus 2016 verscheen Willemse als beurscommentator bij RTL Z. 